# Maranello
Maranello là một đô thị (comune) ở tỉnh Modena, vùng Emilia-Romagna của Ý. Đô thị Maranello có diện tích km2, dân số thời điểm 31 tháng 5 năm 2005 là 16.248 người. Thị trấn được biết đến nhiều nhất là nơi có Ferrari S.p.A. và đội đua công thức 1 Scuderia Ferrari.